# Manşūr Kandeh
Manşūr Kandeh (persiska: منصور كنده) är en ort i Iran.   Den ligger i provinsen Mazandaran, i den norra delen av landet, 150 km nordost om huvudstaden Teheran. Manşūr Kandeh ligger 1 meter över havet och antalet invånare är 915.
Terrängen runt Manşūr Kandeh är platt. Runt Manşūr Kandeh är det tätbefolkat, med 286 invånare per kvadratkilometer. Närmaste större samhälle är Babol, 5,5 km väster om Manşūr Kandeh. Trakten runt Manşūr Kandeh består till största delen av jordbruksmark.